# Oxyanthus ledermannii
Oxyanthus ledermannii är en måreväxtart som beskrevs av Kurt Krause. Oxyanthus ledermannii ingår i släktet Oxyanthus och familjen måreväxter.
Artens utbredningsområde är Kamerun. Inga underarter finns listade i Catalogue of Life.